# Олександр I (король Греції)
Олекса́ндр І (грец. Αλέξανδρος Α΄ της Ελλάδας; 1 серпня 1893, Афіни, Грецьке королівство — 25 жовтня 1920, Афіни, Грецьке королівство) — четвертий король Греції з династії Ґлюксбурґів. Другий син короля Костянтина І та Софії Гогенцолерн.

## Правління
Став королем 11 червня 1917, коли його батько Костянтин І наполягав на збереженні Грецією нейтралітету у Першій світовій війні. Водночас, прем'єр-міністр Греції Елефтеріос Венізелос переконував у необхідності вступити у війну. На пропозицію останнього союзницькі війська Франції та Сполученого Королівства ввійшли до Греції, внаслідок чого король Костянтин I відмовився від престолу та був змушений тікати разом із спадкоємцем — старшим сином Георгом.

Молодий Олександр, ініціатор «Великої ідеї», як король насправді не мав реальної влади, був фігурою суто номінальною. Всі важливі державні рішення приймав Венізелос, завдання ж короля зводилися до прийняття параду військ, тощо.

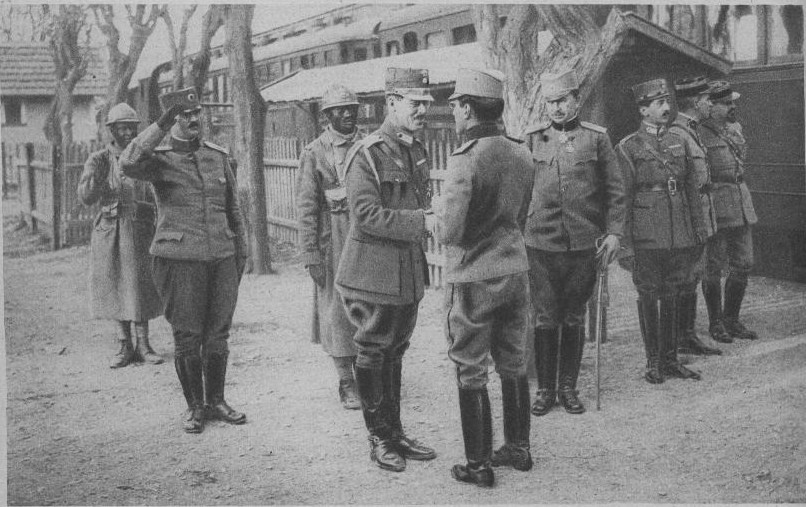
Королі Греції та Сербії

У листопаді 1919 король Олександр таємно повінчався з Аспасією Манос, дочкою генерала Петроса Маноса, який не належав до жодної європейської монархічної династії. Це викликало гучний скандал. Зрештою їхній шлюб було офіційно визнано, проте Аспасія не стала королевою, отримала лише титул принцеси і звертатися до неї належало винятково як до Мадам Манос. Через 6 місяців подружжя виїхало до Парижу за умови, що ані під час подорожей, ані під час офіційних заходів вони не будуть присутні разом.
У 1920 завдяки таланту Венізелоса було досягнуто ряду дипломатичних перемог на мирній конференції, Греція отримала Смірну, Східну та Західну Фракії. Александр став королем значно розширеної держави, він прагнув розширювати кордони далі в Анатолії, однак того ж року помер після того, як від укусу ручної мавпи почалося зараження крові (сепсис).